# Luigi Macchi (cardinale)
Luigi Macchi, (Macchi di Cellere dal 1858) (Viterbo, 3 marzo 1832 – Roma, 29 marzo 1907), è stato un cardinale italiano della Chiesa cattolica, nominato da papa Leone XIII.

## Biografia
Luigi Macchi nacque a Viterbo il 3 marzo 1832, figlio del nobile Oreste Macchi (poi conte di Cellere) e della contessa Veronica Cenci-Bolognetti. Suo prozio era il cardinale Vincenzo Macchi, mentre suo fratello omonimo era il capitano pontificio Vincenzo Macchi di Cellere.
Intrapresa la carriera ecclesiastica, ottenne il dottorato in legge presso l'Università La Sapienza di Roma.
Nel 1859 venne ordinato sacerdote e poco dopo divenne dapprima Cappellano Segreto di Sua Santità, poi Prelato Domestico di Sua Santità ed infine referendario ai Tribunali Apostolici di Grazia e Giustizia nel 1860. Vicepresidente dell'ospizio dei Bagni di Diocleziano a Roma, divenne giudice al tribunale della Consulta. Vicario del cardinale Luigi Amat di San Filippo e Sorso alla chiesa di San Lorenzo in Damaso, passò poi come vicario del cardinale Costantino Patrizi Naro, arciprete della basilica laterana. Visitatore apostolico della diocesi di Poggio Mirteto, divenne consultore della Sacra Congregazione del Concilio. Maestro di camera di papa Pio IX dal 1875, venne confermato a tale carica dal suo successore, papa Leone XIII, il 7 marzo 1878. Il 15 agosto 1886 venne nominato maggiordomo e Prefetto del Palazzo Apostolico.
Papa Leone XIII lo elevò al rango di cardinale nel concistoro dell'11 febbraio 1889, ricevette la berretta ed il titolo diaconale di Santa Maria in Aquiro il 14 febbraio 1889. Abate commendatario di Subiaco dal 25 aprile 1890, al 30 novembre 1906 eseguì notevoli restauri alla Rocca di Subiaco e realizzò la Cappella Palatina, dotandola di un artistico quadro della Madre del Buon Consiglio. All'esterno della Torre borgiana pose l'11 ottobre 1896 un altorilievo di Maria Turris Fortitudinis opera dello scultore Nicola Papotti Cantalamessa. Optò per la diaconia di Santa Maria in Via Lata. Segretario dei Brevi Apostolici dal 22 dicembre 1896, il 22 giugno 1896 divenne cardinale protodiacono. Prese parte quindi al conclave del 1903 che elesse papa Pio X che egli ebbe il privilegio di poter annunciare e incoronare il 9 agosto di quell'anno.
Morì il 29 marzo 1907 all'età di 75 anni, dopo dodici ore di agonia. Dopo che aveva celebrato la messa la mattina precedente la sua morte, nel pomeriggio accusò i primi dolori e morì il giorno seguente come risultato di un colpo apoplettico. Esposto nella chiesa di Santa Maria in Portico, venne sepolto nella tomba di famiglia nel Cimitero del Verano a Roma.

## Ascendenza
|                                                   |                                                    |                                                         | Genitori                                         |  |  | Nonni |  |  | Bisnonni               |  |  | Trisnonni             |  |
|                                                   |                                                    |                                                         |                                                  |  |  |       |  |  | Giovanni Nicola Macchi |  |  | Carlo Giuseppe Macchi |  |
|                                                   |                                                    |                                                         |                                                  |  |  |       |  |  | Giovanni Nicola Macchi |  |  | Carlo Giuseppe Macchi |  |
|                                                   |                                                    | Francesca Cecilia Bilancini                             |                                                  |  |  |       |  |  | Giovanni Nicola Macchi |  |  |                       |  |
| Carlo Giuseppe Macchi                             |                                                    |                                                         |                                                  |  |  |       |  |  | Giovanni Nicola Macchi |  |  |                       |  |
|                                                   |                                                    | Maria Anna Gilda Vagni                                  | …                                                |  |  |       |  |  |                        |  |  |                       |  |
|                                                   |                                                    | Maria Anna Gilda Vagni                                  | …                                                |  |  |       |  |  |                        |  |  |                       |  |
|                                                   |                                                    | Maria Anna Gilda Vagni                                  | …                                                |  |  |       |  |  |                        |  |  |                       |  |
| Oreste Macchi di Cellere, I conte di Cellere      |                                                    | Maria Anna Gilda Vagni                                  |                                                  |  |  |       |  |  |                        |  |  |                       |  |
|                                                   |                                                    | …                                                       | …                                                |  |  |       |  |  |                        |  |  |                       |  |
|                                                   |                                                    | …                                                       | …                                                |  |  |       |  |  |                        |  |  |                       |  |
|                                                   |                                                    | …                                                       | …                                                |  |  |       |  |  |                        |  |  |                       |  |
| Margherita Mancini                                |                                                    | …                                                       |                                                  |  |  |       |  |  |                        |  |  |                       |  |
|                                                   |                                                    | …                                                       | …                                                |  |  |       |  |  |                        |  |  |                       |  |
|                                                   |                                                    | …                                                       | …                                                |  |  |       |  |  |                        |  |  |                       |  |
|                                                   |                                                    | …                                                       | …                                                |  |  |       |  |  |                        |  |  |                       |  |
| Luigi Macchi di Cellere                           |                                                    | …                                                       |                                                  |  |  |       |  |  |                        |  |  |                       |  |
|                                                   | Girolamo Cenci-Bolognetti, IV principe di Vicovaro | Virginio Cenci                                          |                                                  |  |  |       |  |  |                        |  |  |                       |  |
|                                                   | Girolamo Cenci-Bolognetti, IV principe di Vicovaro | Virginio Cenci                                          |                                                  |  |  |       |  |  |                        |  |  |                       |  |
|                                                   | Girolamo Cenci-Bolognetti, IV principe di Vicovaro | Anna Maria Bolognetti                                   |                                                  |  |  |       |  |  |                        |  |  |                       |  |
| Virginio Cenci-Bolognetti, V principe di Vicovaro | Girolamo Cenci-Bolognetti, IV principe di Vicovaro |                                                         |                                                  |  |  |       |  |  |                        |  |  |                       |  |
|                                                   |                                                    | Maria Isabella Petroni                                  | …                                                |  |  |       |  |  |                        |  |  |                       |  |
|                                                   |                                                    | Maria Isabella Petroni                                  | …                                                |  |  |       |  |  |                        |  |  |                       |  |
|                                                   |                                                    | Maria Isabella Petroni                                  | …                                                |  |  |       |  |  |                        |  |  |                       |  |
| Veronica Cenci-Bolognetti                         |                                                    | Maria Isabella Petroni                                  |                                                  |  |  |       |  |  |                        |  |  |                       |  |
|                                                   |                                                    | Francesco Antonio Bonanno, VII principe di Roccafiorita | Giuseppe Bonanno, VI principe di Roccafiorita    |  |  |       |  |  |                        |  |  |                       |  |
|                                                   |                                                    | Francesco Antonio Bonanno, VII principe di Roccafiorita | Giuseppe Bonanno, VI principe di Roccafiorita    |  |  |       |  |  |                        |  |  |                       |  |
|                                                   |                                                    | Francesco Antonio Bonanno, VII principe di Roccafiorita | Giustina Borromeo Grillo                         |  |  |       |  |  |                        |  |  |                       |  |
| Clelia Bonanno e Branciforte                      |                                                    | Francesco Antonio Bonanno, VII principe di Roccafiorita |                                                  |  |  |       |  |  |                        |  |  |                       |  |
|                                                   |                                                    | Caterina Branciforte e Pignatelli                       | Salvatore Branciforte, IX principe di Butera     |  |  |       |  |  |                        |  |  |                       |  |
|                                                   |                                                    | Caterina Branciforte e Pignatelli                       | Salvatore Branciforte, IX principe di Butera     |  |  |       |  |  |                        |  |  |                       |  |
|                                                   |                                                    | Caterina Branciforte e Pignatelli                       | Maria Anna Pignatelli Tagliavia d'Aragona Cortés |  |  |       |  |  |                        |  |  |                       |  |
|                                                   |                                                    | Caterina Branciforte e Pignatelli                       |                                                  |  |  |       |  |  |                        |  |  |                       |  |